# Giuseppe Seguenza
Giuseppe Seguenza (1833-1889) est un naturaliste, géologue et paléontologue italien.
En 1868, il définit l'étage du Zancléen. Son nom provient de Zancle, ancien nom de Messine, ville d'Italie fondée par les Grecs.
En 1885, il décrit l'espèce fossile d'ostracodes †Cytherideis elegans.

## Publications
- (it) Seguenza G., 1885. Il Quaternario di Rizzolo (27). II: Gli Ostracodi (24). Il Naturalista Siciliano. 4, pages 295-298.